# Красна Гірка (Березинський район)
Красна Гірка (біл. вёска Чырвоная горка) — село в складі Березинського району Мінської області, Білорусь. Село підпорядковане Богушевицькій сільській раді, розташоване в східній частині області.